# Isoelastische Nutzenfunktion

Isoelastische Nutzenfunktion mit unterschiedlichen Werten für. Im Fall nähert sich die Kurve asymptotisch der horizontalen Achse an (mit keiner unteren Grenze).

In der Mikroökonomie ist die isoelastische Nutzenfunktion, auch CRRA-Nutzenfunktion (CRRA: englisch für Constant Relative Risk Aversion), eine Nutzenfunktion, die meist benutzt wird, um Nutzen in Abhängigkeit vom Konsum auszudrücken. In der modernen Finanzökonomik stellt sie die Standard-Nutzenfunktion dar.

## Definition
Die Isoelastische Nutzenfunktion hat die Form
{\displaystyle u(c)={\begin{cases}{\frac {c^{1-\eta }-1}{1-\eta }}&\eta >0{\text{, }}\eta \neq 1\\\log(c)&\eta =1\end{cases}}}
wobei {\displaystyle \eta } das Arrow-Pratt-Maß für die Risikoaversion ist. Der Fall {\displaystyle \eta =1} ist der klassische Fall („Bernoulli-Fall“). Er ergibt sich durch Anwendung der Regel von de L’Hospital.

## Eigenschaften
- Sie gehört zur Klasse der HARA-Nutzenfunktionen (englisch Hyperbolic Absolute Risk Aversion).
- Dass sie auch CRRA-Nutzenfunktion genannt wird, liegt in der Tatsache begründet, dass sie die einzige Funktion mit konstanter relativer Risikoaversion ist. Denn sie ist die einzige Lösung der nichtlinearen ODE zweiter Ordnung {\displaystyle -c\cdot u''(c)/u'(c)=\eta }, d. h. der allgemeinen Formulierung der CRRA-Eigenschaft mithilfe vom Arrow-Pratt-Maß.
- Eine isoelastische Nutzenfunktion besitzt die Eigenschaft einer konstanten Substitutionselastizität.[1]